# Bačkovice
Bačkovice település Csehországban, a Třebíči járásban. Bačkovice Dešná, Lubnice, Lovčovice, Radotice és Police településekkel határos. Lakosainak száma 85 fő (2024. január 1.).

## Népesség
A település lakosságának változását az alábbi diagram mutatja:
| Lakosok száma | 259  | 287  | 305  | 217  | 190  | 116  | 108  | 92   | 93   | 85   |
|               | 1869 | 1900 | 1921 | 1961 | 1980 | 2011 | 2016 | 2019 | 2021 | 2024 |